# دودمان سویی
دودمان سویی (۴ مارس ۵۸۱–۲۳ مه ۶۱۹) یک سلسله مهم در تاریخ چین بود، سلسله ای کوتاه مدت در تاریخ چین که پس از ۴ قرن ناآرامی و آشوب، آرامش را تا حدی به چین بازگردانده و در آخر با ظهور دودمان تانگ سقوط کرد.

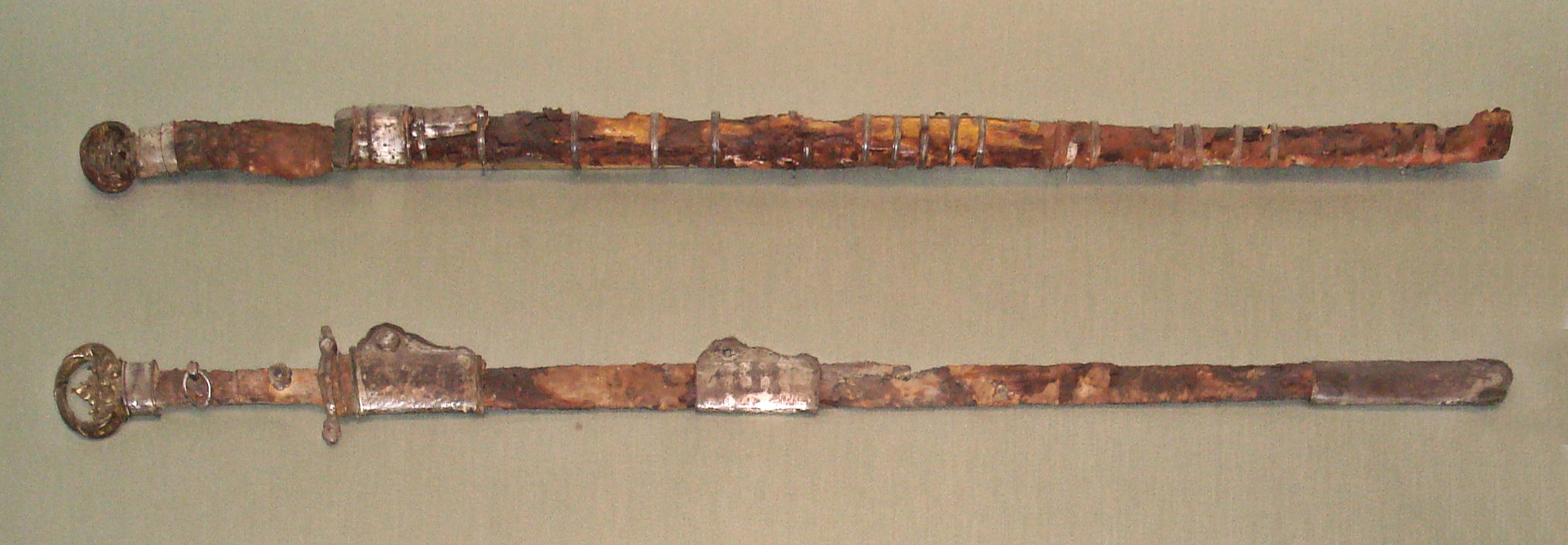
شمشیری به جا مانده از دوران سوئی

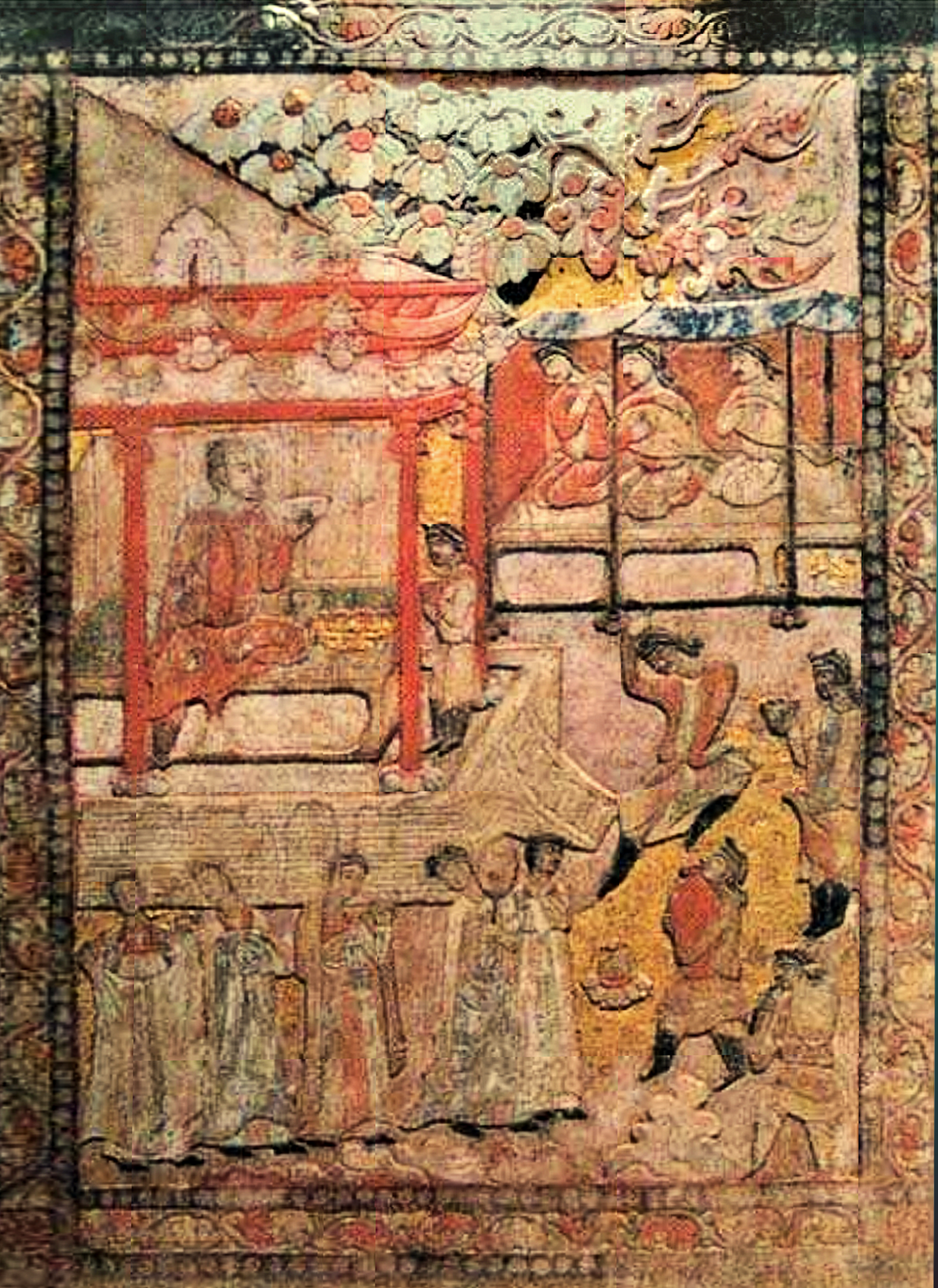
نقاشی که ضیافت خاندان سوئی را با رقص و موسیقی نشان می‌دهد

این حکومت توسط یانگ جیان تأسیس شد که یکی از اعضای اشراف نظامی بود که در طول دوره طولانی تقسیم در شمال غربی توسعه یافته بود. پایتخت سوئی در ابتدا در داکسینگ (چانگ‌آن، شیان مدرن) مستقر بود، اما بعداً در سال ۶۰۵ به لویانگ منتقل شد، که دوباره به عنوان یک شهر برنامه‌ریزی شده تأسیس شد. شاه وون و جانشین او، امپراتور یانگ، اصلاحات متمرکز مختلفی را انجام دادند، از جمله مهم‌ترین آنها سیستم هم‌سطح با هدف کاهش نابرابری اقتصادی و بهبود بهره‌وری کشاورزی، سیستم پنج اداره و شش هییت  [zh]، که قبل از سه بخش و شش وزارتخانه بود. سیستم، و استانداردسازی و یکسان‌سازی مجدد ضرب سکه. سوئی‌ها همچنین گسترش بودیسم را در سراسر امپراتوری تشویق کردند
در اواسط دوران سوئی، ایالت رونق قابل توجهی را تجربه کرد و از مازاد کشاورزی فراوانی برخوردار بود که از رشد سریع جمعیت حمایت می‌کرد.
سوئی در بسیاری از پروژه‌های بزرگ ساختمانی، از جمله کانال بزرگ، گسترش دیوار بزرگ و بازسازی لویانگ شرکت داشت.
این کانال لوئویانگ را در شرق با چانگان در غرب، با مراکز اقتصادی و کشاورزی شرقی به سمت جیانگدو (در حال حاضر یانگژو، جیانگ سو) و یوهانگ (اکنون هانگژو، ژجیانگ) و با مرزهای شمالی (نزدیک به مدرن) مرتبط می‌کند. در حالی که انگیزه‌های اولیه کانال، بهبود محموله‌های غلات به پایتخت و تدارکات نظامی - از جمله حمل و نقل نیروها بود - مسیر جدید و مطمئن داخلی در نهایت تجارت داخلی، جریان مردم و تبادل فرهنگی را برای قرن‌ها تسهیل می‌کرد. این پروژه‌های بزرگ توسط یک بوروکراسی متمرکز کارآمد رهبری می‌شد، اما میلیون‌ها کارگر را با هزینه‌های انسانی سنگین به اجبار به خدمت سربازی فرستاد.
پس از یک سری لشکرکشی‌های فاجعه بار علیه گوگوریو در شبه جزیره کره که با شکست در سال ۶۱۴ به پایان رسید، سلسله تحت یک سری شورش‌های مردمی از هم پاشید که در نهایت منجر به ترور امپراتور یانگ توسط وزیر او، یوون شد. سلسله ای که متأسفانه فقط سی و هفت سال دوام آورد، توسط جنگ‌های بلندپروازانه و پروژه‌های ساختمانی تضعیف شد که منابع آن را بیش از حد گسترش داد. به ویژه، در زمان امپراتور یانگ، مالیات‌های سنگین و وظایف کار اجباری در نهایت باعث شورش‌های گسترده و جنگ داخلی کوتاه پس از سقوط سلسله شد.
این سلسله غالباً با سلسله قبلی چین مقایسه می‌شود که چین را نیز پس از یک دوره طولانی تقسیم‌بندی متحد کرد. اصلاحات و پروژه‌های ساختمانی گسترده‌ای برای تحکیم دولت تازه متحد شده، با تأثیرات طولانی‌مدت فراتر از سلطنت کوتاه سلسله‌ای آن‌ها انجام شد.
این حکومت با امپراتوری شیلا تا پایان سقوط روابط بسیار خوبی داشت و بیشتر در حال جنگ با کوگوریو بود.

## تاریخ

#### بنیان‌گذاری توسط امپراتور ون
در اواخر دوره سلسله‌های شمالی و جنوبی، ژو شمالی که توسط شیان‌بی اداره می‌شد، چین شمالی را در سال ۵۷۷ فتح کردند و شمال چین را دوباره متحد کردند. در این زمان ژنرال یانگ جیان، یک ژنرال ژو شمالی که بعداً سلسله سوئی را تأسیس کرد، نایب السلطنه دربار ژو شمالی شد. دختر یانگ جیان ملکه دواگر بود و پسرخوانده‌اش، امپراتور جینگ ژو شمالی، یک کودک بود. پس از درهم شکستن یک ارتش در استان‌های شرقی، یانگ جیان تاج و تخت را از حاکمان ژو شمالی غصب کرد و امپراتور وون سوئی شد. در حالی که سابقاً دوک سویی در دربار ژو خدمت می‌کرد، جایی که این کاراکتر به معنای واقعی کلمه به معنای «پیروی کردن» است که به معنای وفاداری است، امپراتور ون یک شخصیت منحصر به فرد خلق کرد که از عنوان قبلی خود به عنوان نام سلسله جدید خود شکل گرفت. در یک پاکسازی خونین، وون ۵۹ شاهزاده ژو را بر خلاف شهرت بعدی خود به عنوان «امپراتور فرهنگی» حذف کرد. امپراتور وون سیاست‌های ضد هان ژو شمالی را لغو کرد و نام خانوادگی هان یانگ خود را پس گرفت. امپراتور فقید (وون) پس از جلب حمایت علمای کنفوسیوسی که در سلسله‌های هان قبلی قدرت را در دست داشتند (با کنار گذاشتن خویشاوند گرایی و فساد سیستم ۹ درجه‌ای)، مجموعه‌ای از اصلاحات را با هدف تقویت امپراتوری خود برای جنگ‌هایی که چین را دوباره متحد می‌کرد، آغاز کرد.
امپراتور وون در کارزار خود برای فتح جنوب، هزاران قایق را برای مقابله با نیروهای دریایی سلسله چن در رودخانه یانگ تسه جمع‌آوری کرد.
بزرگ‌ترین این کشتی‌ها بسیار بلند بودند و دارای پنج عرشه لایه ای بودند و ظرفیت ۸۰۰ پرسنل غیر خدمه را داشتند. آنها مجهز به شش بوم به طول ۵۰ فوت بودند که برای تاب دادن و آسیب رساندن به کشتی‌های دشمن، یا برای مهار آنها استفاده می‌شد تا نیروهای دریایی سوئی بتوانند از تکنیک‌های عمل و برد استفاده کنند.

## فروپاشی
یکی از پروژه‌های کاری عمده که توسط سوئی انجام شد، فعالیت‌های ساخت و ساز در امتداد دیوار بزرگ چین بود. اما این، همراه با پروژه‌های بزرگ دیگر، اقتصاد را تحت فشار قرار داد و نیروی کار رنجیده شاغل را خشمگین کرد. در طول چند سال آخر سلسله سوئی، شورشی که علیه آن برخاست، بسیاری از مردان توانمند چین را از مزارع روستایی و مشاغل دیگر گرفت، که به نوبه خود به پایه کشاورزی و اقتصاد آسیب بیشتری وارد کرد. مردان عمداً دست و پاهای خود را می‌شکستند تا از خدمت سربازی اجتناب کنند و این عمل را «پنجه‌های مناسب» و «پاهای خوش شانس» می‌نامند. بعدها، پس از سقوط سوئی، در سال ۶۴۲، پادشاه تایزونگ از تانگ تلاش کرد تا با صدور حکمی مبنی بر مجازات سخت‌تر برای کسانی که به عمد خود را زخمی و شفا می‌دهند، این عمل را ریشه کن کند.
اگرچه امپراطوری سوئی نسبتاً کوتاه بود، اما در طول دوره سلطنت آن کارهای زیادی انجام شد. کانال بزرگ یکی از دستاوردهای اصلی بود. از منطقه هانگژو به سمت شمال از یانگ تسه تا یانگژو و سپس شمال غربی به منطقه لوئویانگ گسترش یافت. دوباره، مانند کارهای دیوار بزرگ، اجباری عظیم نیروی کار و تخصیص منابع برای پروژه گراند کانال منجر به چالش‌هایی برای تداوم سلسله سوئی شد. سقوط نهایی سلسله سوئی نیز به دلیل خسارات فراوان ناشی از لشکرکشی‌های نظامی نافرجام علیه گوگوریو بود. پس از این شکست‌ها و شکست‌ها بود که کشور ویران شد و شورشیان به زودی کنترل دولت را به دست گرفتند. امپراتور یانگ در سال ۶۱۸ ترور شد. او پس از تهدید پایتخت توسط گروه‌های مختلف شورشی به جنوب رفته بود و توسط مشاوران قبیله یوون خود کشته شد. در همین حال، در شمال، اشراف‌زاده لی یوان (李淵) قیام کرد و پس از آن او به سلطنت رسید و به امپراتور گائوزو از تانگ رسید.

## فرهنگ
اگرچه سلسله سوئی عمر نسبتاً کوتاهی داشت، اما از نظر فرهنگی، نشان‌دهنده گذار از اعصار قبل است، و بسیاری از پیشرفت‌های فرهنگی که بعداً در دوران سلسله سویی آغاز شد، در طول سلسله تانگ متعاقب آن گسترش و تثبیت شدند و سنین بعد این نه تنها شامل کارهای عمومی اصلی آغاز شده مانند دیوار بزرگ و کانال بزرگ می‌شود، بلکه شامل سیستم سیاسی توسعه یافته توسط سویی نیز می‌شود که توسط تانگ با تغییرات اولیه کمی به جز در بالای سلسله مراتب سیاسی پذیرفته شد. دیگر تحولات فرهنگی سلسله سویی شامل مذهب و ادبیات بود که نمونه‌های خاص آن بودیسم و شعر بود.
آیین‌ها و قربانی‌ها توسط سوئی‌ها انجام می‌شد.